# Caprimulgus
Caprimulgus es un género de aves caprimulgiformes perteneciente a la familia Caprimulgidae conocidos comúnmente como chotacabras o engañapastores. El nombre de chotacabras deriva de la falsa creencia de que chupan la leche de las cabras («chotar» significa «mamar»), etimología similar a la del nombre latino del género, que proviene de la combinación de las palabras «capra» (cabra) y «mulgere» (ordeñar).
Se encuentran distribuidos por Eurasia, África y Oceanía. Son aves de hábitos nocturnos, de mediano tamaño, con alas largas y puntiagudas, patas cortas y pico muy corto y ancho, que suelen anidar en el suelo. Son activos por la tarde y la noche. Se alimentan de mariposas nocturnas y otros insectos voladores grandes. Su plumaje está coloreado para camuflarse entre las plantas y ocultarse durante el día. Suelen tener una cresta de plumas en la nuca que pueden erizar. 
Recientemente el Comité Internacional de Ornitología ha incorporado en este las dos especies del antiguo género Macrodipteryx.

## Especies
Se conocen las siguientes:
- Caprimulgus aegyptius Lichnt, 1823 - chotacabras egipcio;

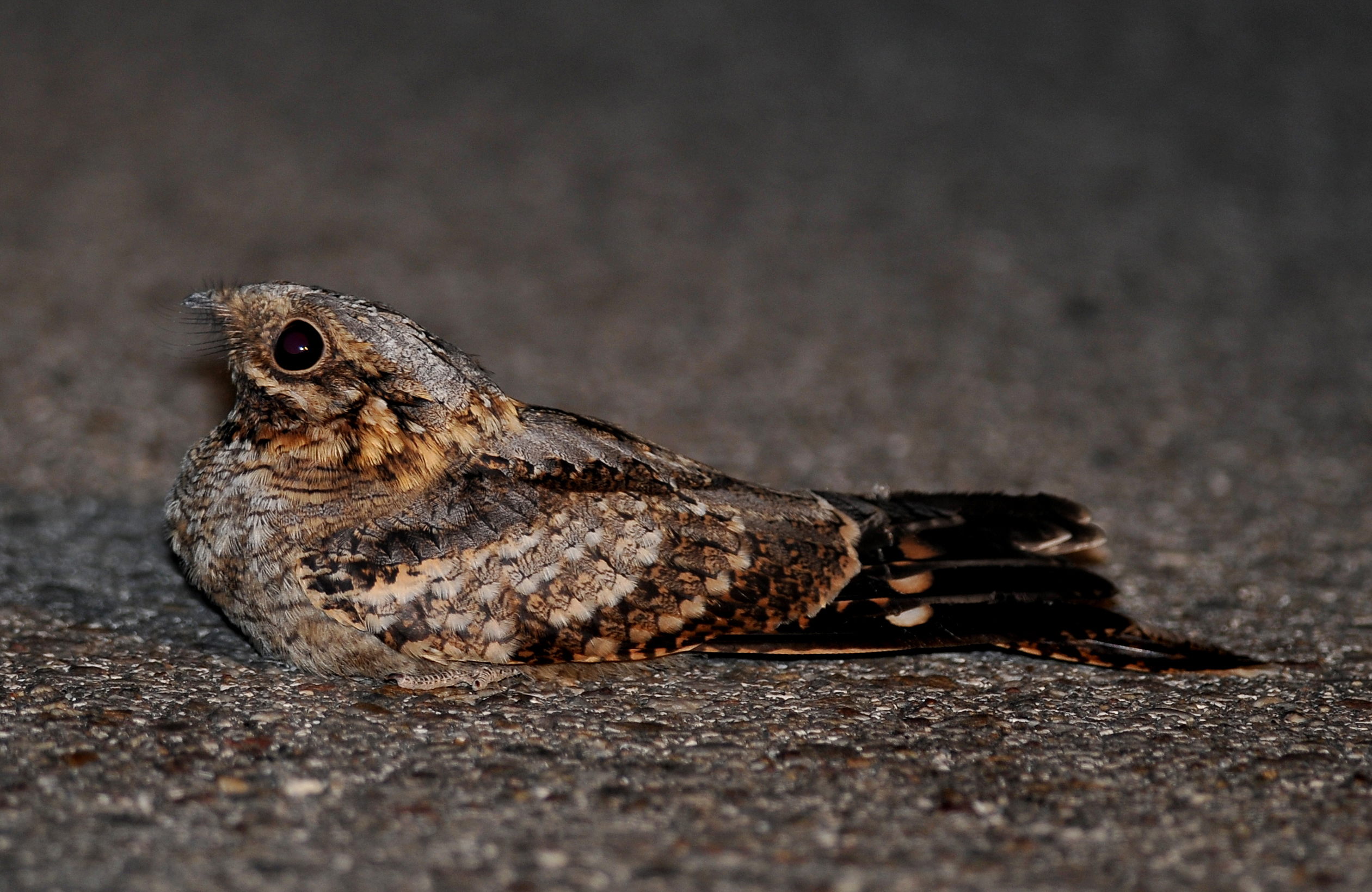
Caprimulgus ruficollis.

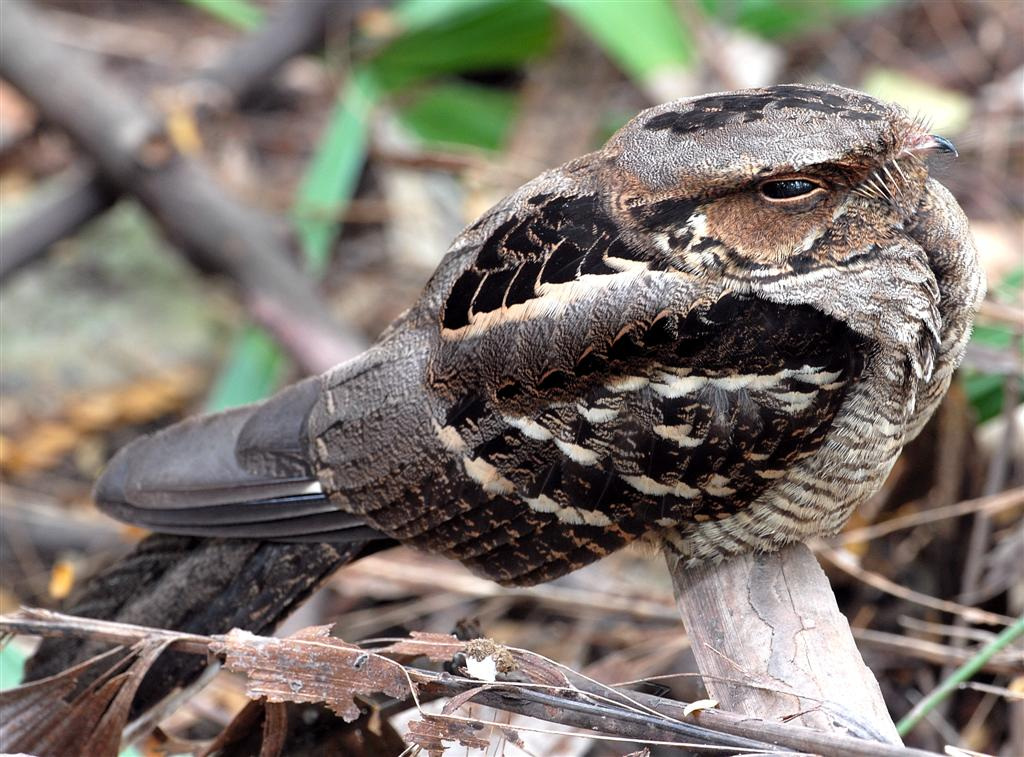
Caprimulgus macrurus.

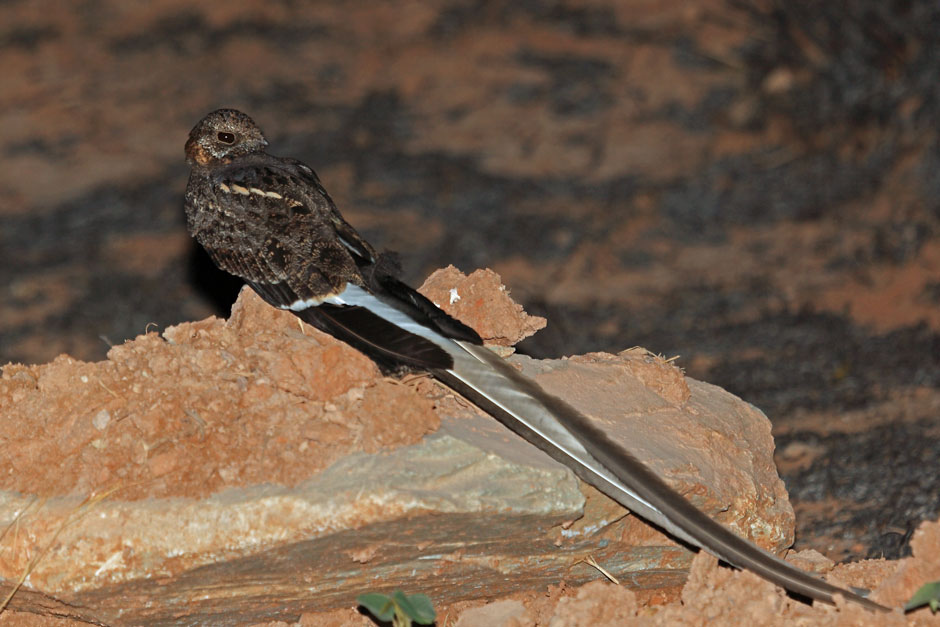
Caprimulgus vexillarius.

- Caprimulgus affinis Horsfield, 1821 - chotacabras de sabana;
- Caprimulgus andamanicus Hume, 1873 - chotacabras de Andamán;
- Caprimulgus asiaticus Latham, 1790 - chotacabras hindú;
- Caprimulgus atripennis Jerdon, 1845 - chotacabras marajá;
- Caprimulgus batesi Sharpe, 1906 - chotacabras de Bates;
- Caprimulgus celebensis Ogilvie-Grant, 1894 - chotacabras de Célebes;
- Caprimulgus centralasicus Vaurie, 1960 - chotacabras de Vaurie;
- Caprimulgus clarus Reichenow, 1892 - chotacabras colifino;
- Caprimulgus climacurus Vieillot, 1824 - chotacabras rabudo;
- Caprimulgus concretus Bonaparte, 1850 - chotacabras de Bonaparte;
- Caprimulgus donaldsoni Sharpe, 1895 - chotacabras espinero;
- Caprimulgus europaeus Linnaeus, 1758 - chotacabras europeo;
- Caprimulgus eximius Temminck, 1826 - chotacabras dorado;
- Caprimulgus fossii Hartlaub, 1857 - chotacabras de Fosse;
- Caprimulgus fraenatus Salvadori, 1884 - chotacabras oscuro;
- Caprimulgus indicus Latham, 1790 - chotacabras de jungla;
- Caprimulgus inornatus Heuglin, 1869 - chotacabras sencillo;
- Caprimulgus jotaka Temminck y Schlegel, 1845; - chotacabras jotaka;
- Caprimulgus macrurus Horsfield, 1821 - chotacabras macruro;
- Caprimulgus madagascariensis Sganzin, 1840 - chotacabras malgache;
- Caprimulgus mahrattensis Sykes, 1832 - chotacabras mahratta;
- Caprimulgus manillensis Walden, 1875 - chotacabras filipino;
- Caprimulgus meesi Sangster y Rozendaal, 2004 - chotacabras de Mees;
- Caprimulgus natalensis Smith, 1845 - chotacabras del Natal;
- Caprimulgus nigriscapularis Reichenow, 1893 - chotacabras hombrinegro;
- Caprimulgus nubicus Lichtenstein, 1823 - chotacabras nubio;
- Caprimulgus pectoralis Cuvier, 1816 - chotacabras músico;
- Caprimulgus phalaena Hartlaub y Finsch, 1872 - chotacabras de Palaos;
- Caprimulgus poliocephalus Ruppell, 1840 - chotacabras abisinio;
- Caprimulgus prigoginei Louette, 1990 - chotacabras de Prigogine;
- Caprimulgus pulchellus Salvadori, 1879 - chotacabras de Salvadori;
- Caprimulgus ruficollis Temminck, 1820 - chotacabras cuellirojo o pardo;
- Caprimulgus rufigena Smith, 1845 - chotacabras carirrojo;
- Caprimulgus ruwenzorii Ogilvie-Grant, 1909 - chotacabras del Ruwenzori;
- Caprimulgus solala Safford, Ash, Duckworth, Telfer y Zewdie, 1995 - chotacabras de Nechisar;
- Caprimulgus stellatus Blundell y Lovat, 1899 - chotacabras estrellado;
- Caprimulgus tristigma Ruppell, 1840 - chotacabras pecoso;
- Caprimulgus longipennis Shaw, 1796, - chotacabras portaestandarte;
- Caprimulgus vexillarius (Gould, 1838), - chotacabras cuelgacintas.